# Asia's Next Top Model (quarta edizione)
La quarta edizione di "Asia's Next Top Model" è andata in onda dal 9 marzo al 1º giugno 2016 e ha visto competere per il titolo di miglior modella asiatica quattordici concorrenti provenienti dall'intero continente (per la prima volta hanno partecipato anche concorrenti provenienti dalla Mongolia e dalla Birmania.

Anche questa edizione ha visto un cambiamento alla conduzione, con l'arrivo della modella tailandese Cindy Bishop. Rinnovato anche il cast dei giudici ad affiancare la Bishop: la modella indonesiana Kelly Tandiono ha sostituito Joey Mead King in qualità di mentore e runway coach, mentre il fotografo Yu Tsai ha preso il posto di Alex Perry.

L'intera stagione è stata filmata a Singapore, come nella prima e nella terza edizione.

La vincitrice è stata la ventenne tailandese Jiratchaya "Tawan" Kedkong, la quale ha portato a casa una Subaru XV, un contratto pubblicitario con la "TRESemmé", un servizio fotografico con copertina per "Harper's Bazaar" e un contratto con la "Storm Model Management" (stessi premi della precedente stagione).

## Concorrenti
(L'età si riferisce al periodo della gara)
| Concorrente                               | Età | Altezza | Provenienza | Posizionamento                                     |
| ----------------------------------------- | --- | ------- | ----------- | -------------------------------------------------- |
| Wanvisa "Maya" Prapasirivichaikul Goldman | 22  | 173 cm  | Chiang Mai  | Eliminata al di fuori dello studio nell'episodio 1 |
| Aldina "Tugs" Saruul                      | 24  | 180 cm  | Ulan Bator  | Eliminata nell'episodio 2                          |
| Ngô Thị Quỳnh Mai "Mai Ngo"               | 21  | 173 cm  | Hồ Chí Minh | Eliminata nell'episodio 3                          |
| Gwendoline Gaelle "Gwen" Ramos Ruais      | 26  | 180 cm  | Muntinlupa  | Eliminata nell'episodio 4                          |
| Alaiza Flor Malinao                       | 21  | 173 cm  | Sulop       | Ritirata nell'episodio 4                           |
| Jessica Barta Lam                         | 22  | 176 cm  | Hong Kong   | Eliminata nell'episodio 5                          |
| Aldilla Zahraa Emma Hopkin                | 23  | 173 cm  | Giacarta    | Eliminata nell'episodio 6                          |
| That Htet "May" Aung                      | 17  | 175 cm  | Yangon      | Eliminata nell'episodio 7                          |
| Nuraini "Tuti" Mohd Noor                  | 24  | 175 cm  | Kuching     | Eliminata nell'episodio 9                          |
| Angela "Angie" Watkins                    | 19  | 174 cm  | Singapore   | Eliminata nell'episodio 10                         |
| Julian Aurine Castro Flores               | 25  | 174 cm  | Manila      | Eliminata nell'episodio 12                         |
| Kim Sang In                               | 23  | 175 cm  | Incheon     | Seconde classificate                               |
| Patricia Gunawan                          | 25  | 168 cm  | Giacarta    | Seconde classificate                               |
| Jiratchaya "Tawan" Kedkong                | 20  | 177 cm  | Pattani     | Vincitrice                                         |

### Ordine di eliminazione
| Ordine | Episodi  | Episodi  | Episodi  | Episodi  | Episodi  | Episodi  | Episodi  | Episodi  | Episodi  | Episodi  | Episodi  | Episodi  |
| Ordine | 1        | 2        | 3        | 4        | 5        | 6        | 7        | 8        | 9        | 10       | 11       | 13       |
| ------ | -------- | -------- | -------- | -------- | -------- | -------- | -------- | -------- | -------- | -------- | -------- | -------- |
| 1      | Julian   | Angie    | Sang-in  | Tawan    | May      | Sang-in  | Patricia | Angie    | Sang-in  | Julian   | Sang-in  | Tawan    |
| 2      | Aldilla  | Julian   | Tuti     | Patricia | Sang-in  | Angie    | Tawan    | Julian   | Julian   | Tawan    | Patricia | Sang In  |
| 3      | Mai Ngo  | Mai Ngo  | Aldilla  | Jessica  | Patricia | Tuti     | Julian   | Patricia | Angie    | Patricia | Tawan    | Patricia |
| 4      | Tuti     | Alaiza   | Tawan    | Angie    | Tuti     | Tawan    | Angie    | Tawan    | Patricia | Sang-in  | Julian   |          |
| 5      | Patricia | Sang-in  | Angie    | Tuti     | Tawan    | May      | Sang-in  | Sang-in  | Tawan    | Angie    |          |          |
| 6      | May      | May      | Jessica  | May      | Angie    | Patricia | Tuti     | Tuti     | Tuti     |          |          |          |
| 7      | Tugs     | Tawan    | Alaiza   | Sang-in  | Aldilla  | Julian   | May      |          |          |          |          |          |
| 8      | Jessica  | Tuti     | Patricia | Julian   | Julian   | Aldilla  |          |          |          |          |          |          |
| 9      | Sang-in  | Aldilla  | May      | Aldilla  | Jessica  |          |          |          |          |          |          |          |
| 10     | Alaiza   | Jessica  | Julian   | Alaiza   |          |          |          |          |          |          |          |          |
| 11     | Tawan    | Patricia | Gwen     | Gwen     |          |          |          |          |          |          |          |          |
| 12     | Angie    | Gwen     | Mai Ngo  |          |          |          |          |          |          |          |          |          |
| 13     | Gwen     | Tugs     |          |          |          |          |          |          |          |          |          |          |
| 14     | Maya     |          |          |          |          |          |          |          |          |          |          |          |

     La concorrente è stata eliminata al di fuori dello studio
     La concorrente viene salvata dall'eliminazione
     La concorrente è stata eliminata
     La concorrente si ritira dalla competizione
     La concorrente è immune dall'eliminazione
     La concorrente ha vinto la gara
- Nel primo episodio, Cindy annuncia un'eliminazione subito dopo una sfilata; Maya è la concorrente prescelta e lascia il programma. Gwen, originariamente eliminata in studio, viene salvata
- Nel quarto episodio, Aldilla e Gwen sono le peggiori e vengono entrambe eliminate; Cindy però decide di salvare Aldilla a seguito dell'esclusione volontaria di Alaiza
- Nel quinto episodio, Tawan è immune dall'eliminazione
- Nell'ottavo episodio, Tuti viene originariamente eliminata, ma in seguito le viene data la possibilità di restare in gioco
- L'eliminazione di Julian si svolge tra la fine dell'undicesimo episodio e l'inizio del dodicesimo (riassunto dei precedenti)

### Servizi fotografici
- Episodio 1: Servizio fotografico anni '60 in una bolla di plastica gigante per "Harper's Bazaar"
- Episodio 2: Scatti da un trampolino
- Episodio 3: Scatti di presentazione dopo i makeovers
- Episodio 4: In posa per "Subaru"
- Episodio 5: Scatti in gruppo per "Maybelline"
- Episodio 6: Scatti colorati per "Zalora"
- Episodio 7: Scatti per dentifricio "Close Up" con Mike Lewis
- Episodio 8: Video promozionale "Subaru XV"
- Episodio 9: Scatti con schizzi d'acqua per "Neutrogena"
- Episodio 10: Campagna pubblicitaria per "TRESemmé"
- Episodio 11: Copertina "Harper's Bazaar"
- Episodio 13: Moda d'Avanguardia